# 蓬戈拉河
蓬戈拉河為南非境內的一條河流。為馬普托河的一條支流。蓬戈拉河源於夸祖魯-納塔爾省北方的烏得勒支附近，之後向東流經蓬戈拉（Pongola），並跨越萊邦博山。隨後向北流至莫三比克，匯流入馬普托河。全河有一個水壩蓬戈拉波特大壩。
本河流的主要支流為比萬河及摩薩納河，皆位於南非境內；另還有一條源於史瓦濟蘭的恩瓜武馬河。